# Theodor Falkeisen (Verleger)
Theodor Falkeisen (* 11. September 1631 in Basel; † 7. Dezember 1671 ebenda) war ein Schweizer Buchhändler und Verleger.

## Jugend und Familie (1631–1660)
Falkeisens Vorfahre, der Hufschmied Hans Valckysen, kam aus Kreuznach und erwarb um die Wende des Mittelalters das baslerische Bürgerrecht. Falkeisen wuchs als jüngstes von sechs Kindern in Basel auf. Sein Vater war der Ratsherr Theodor (1594–1654). Dieser gehörte zu den Basler «Standespersonen». Seine Mutter war Ursula, geborene Ryff, die Tochter des Professors und Arztes Peter Ryff (1552–1629).
Falkeisen erlernte den Buchhandel in der Offizin des Druckers und Verlegers König, der sich namentlich durch die Herausgabe der lexikographischen Arbeiten der berühmten Buxtorfe einen Namen machte. Anschliessend führten ihn seine Wanderjahre nach Holland, wo er durch Vermittlung Königs in der Druckerei Elsevier als Handlungsbedienter eine Anstellung fand. Als Buchhändler hielt sich Falkeisen für längere Zeit in Paris auf und lernte auf seinen Reisen auch England und Italien kennen.
Falkeisen kehrte 1656 nach Basel zurück und heiratete im selben Jahr Katharina, geborene Schnell, die einzige Tochter des Lohgerbers und Ratsherrn Augustin Schnell (1609–1689). Zusammen hatten sie vier Kinder. Sie lebten im Haus «Schwanau» an der Freienstrasse, in dem sich auch Falkeisens Buchhandlung befand. Hier verkaufte er durch Elsevier in Kommission gegebene Klassiker. 1660 verlegte Falkeisen sein Geschäft in das Haus «Taube» am Marktplatz, wo Sebastian Henricpetri vormals sein Geschäft betrieben hatte.

## Das Bibelwerk und der erste Prozess (1659–1661)
Falkeisen plante eine Neuausgabe der sogenannten Tossanischen Bibel, die 1617 erstmals in Heidelberg bei Jakob Lancellot mit kurpfälzischem Privileg erschienen war. Auf den Rat seines Schwagers Caspar Mangoldt (1595–1671), der ein Anhänger von Kaspar Schwenckfelds Lehre und Sohn des Bürgermeisters der Reichsstadt Kaufbeuren war, erwarb sich Falkeisen vom Kurfürsten Karl I. Ludwig das Privileg, wonach auf die Dauer von dreissig Jahren niemand ohne Vorwissen und Bewilligung Falkeisens das Bibelwerk nachdrucken oder verkaufen durfte.
Doch schon zu Beginn erwuchs gegen dieses Vorhaben Widerstand aus den Kreisen seiner baslerischen Fachgenossen, allen voran durch den Buchhändler Ludwig König (1633–1685). Dieser war der Schwiegersohn von Johann Rudolf Wettstein, der auch gegen Falkeisens Vorhaben war. Die Drucker Georg Decker und Jakob Werenfels bestritten sogar Falkeisens Meisterrechte, was er jedoch mit Dokumenten widerlegen konnte.
In der Folge kam es zu weiteren Verzögerungen und finanziellen Engpässen, woraufhin Falkeisen mit seinem Schwager Carl Mangoldt am 1. August 1660 einen geheim gehaltenen Vertrag abschloss, aus dem hervorging, dass der Erlös aus den geplanten 2000 Bibelexemplaren in erster Linie für die Rückzahlung des von Mangoldt beigesteuerten Kapitals bestimmt sei, der Reingewinn aber zu zwei Dritteln Falkeisen und zu einem Drittel seinem Schwager zufalle; ein allfälliger Schaden sollte von beiden Teilen getragen werden. Zur Sicherstellung Mangoldts verschrieben Falkeisen und seine Frau die gesamte Geschäftseinrichtung, ihre gegenwärtige Habe und ihr zukünftiges Erbe als Unterpfand.
Nur ein Jahr später plante Falkeisen im Auftrag des zürcherischen Landvogts Bürkli in Eglisau den Druck und die Herausgabe des kaiserlich privilegierten Corpus iuris civilis. Für dieses Vorhaben mietete Falkeisen in Basel grössere Räumlichkeiten und stürzte sich in weitere Unkosten. Durch weitere Intrigen von Seiten Königs und anderen Neidern wurde Falkeisen in immer grössere Schwierigkeiten verstrickt. Die Folge war, dass sich seine Frau, sein Schwiegervater wie auch sein Schwager Mangoldt und Falkeisens Verwandte von ihm distanzierten. Sie veranlassten, dass Falkeisen wegen seines angeblichen ausschweifenden Lebenswandels zur Züchtigung in Haft gesetzt wurde. Während der fünftägigen Haft durchsuchten seine Schwester und sein Schwiegervater die Papiere von Falkeisen. Das dort gefundene kurfürstliche Bibelprivilegium übergaben sie der Basler Obrigkeit.
In der Folge geriet Falkeisen auch bei Elsevier in Misskredit. Diese forderte vom Basler Rat die Sequestrierung der in Kommission gegebenen Bücher, welchem Gesuch auch entsprochen wurde. Nach seiner Freilassung reiste Falkeisen nach Frankfurt, um dort das benötigte Lettermaterial für sein Corpus iuris civilis zu kaufen. Seine Abwesenheit wurde wiederum von seinen Angehörigen, Verwandten und weiteren Gegnern dazu benutzt, ihn durch weitere Verleumdungen zu diskreditieren. So wurde er auf das Begehren seiner Verwandten kurz nach seiner Ankunft in Basel verhaftet und ab Mitte August 1661 im Spalentor wegen angeblicher Unzurechnungsfähigkeit und Verschwendung gefangen gehalten. Die Basler Obrigkeit verklagte Falkeisen später wegen öffentlichen Ärgernisses und angeblichen Zollbetrugs.
Aus Angst, im Gefängnis zu sterben, unterschrieb Falkeisen nach fünfmonatiger Haft im November 1661 eine durch den Notar Jeremias Fäsch († 1698) diktierte Bittschrift, in der er alle ihm zur Last gelegten geschäftlichen Verfehlungen zugab und den Rat um seine Verbannung nach Holland bat. Falkeisen schwor in der Urfehde, für die nächsten sechs Jahre in Holland zu bleiben, was der Rat trotz seiner angeblichen Unzurechnungsfähigkeit akzeptierte.

## Im Exil (1661–1671)
Durch Ratsbeschluss wurde es Falkeisen untersagt, auf seiner Ausreise nach Holland in Heidelberg haltzumachen, was ihn jedoch nicht davon abhielt, bei seinem Freund, dem kurfürstlich-pfälzischen Stallmeister Emanuel Froben (* 1604), Vater von Emanuel Froben und aus der schweizerischen Verleger- und Beamtenfamilie Frobenius stammend, in den ersten Wochen in Heidelberg Unterschlupf zu finden. Falkeisen setzte sich 1659 für Emanuel Froben ein, der in Basel eine akademische Reitbahn einrichten wollte. Das Projekt scheiterte jedoch wegen des hartnäckigen Widerstandes des Basler Bürgermeisters Johann Rudolf Wettstein.
Durch Froben kam Falkeisen in den Kontakt zu dem Juristen, kurpfälzischen Kanzler und Geheimrat Johann Ludwig Mieg (1609–1671). Dieser bewog Falkeisen zum Bleiben und führte ihn am Hofe von Karl I. Ludwig ein. Der Kurfürst nahm Falkeisen in seine Dienste und übertrug ihm das Amt eines «Rechenrates». Er setzte sich auch für ihn ein, indem er Falkeisens ausführliche Verteidigungsschrift dem Basler Rat übermittelte.
Im Frühjahr 1664 schickte Falkeisen mit der Unterstützung des Kurfürsten den kaiserlichen Notar Johann Wendel Nagel von Heidelberg, mit Vollmachten ausgerüstet, zur Vertretung seiner Ansprüche nach Basel. Falkeisens Hauptforderungen nach Aufhebung der Urfehde, Anerkennung seines Bibelprivilegs und einer Verurteilung seines Schwagers Mangoldt zu 30'000 Reichstalern wegen Kreditschädigung wurden jedoch abgewiesen. Was den Druck der Tossanibibel durch Mangoldt anging, hatte der Basler Rat nicht vor, dessen Vorhaben trotz fehlendem Einverständnis des Kurfürsten, die Bibel zu drucken, zu verbieten. Diese erschien im Frühling 1665.
Falkeisen konnte den Frankfurter Buchdrucker Balthasar Christof Wust, den Älteren, für eine Ausgabe seiner Tossanibibel gewinnen, die der Graf von Donnersmarck vorfinanzierte. Wust liess sich von Friedrich Casimir von Hanau die Genehmigung dieses Neudrucks erteilen und schickte seine Gesellen, Pressen und Schriften zur Durchführung der Arbeit nach Hanau. Mangoldt konnte jedoch den Neudruck verhindern, indem er mit Hilfe vieler Golddukaten den Reichsfiskal Philipp Werner von Emmerich in Speier und den Grafen von Hanau für sein Anliegen gewann und diese Wust und Falkeisen den Bibel-Neudruck untersagten.
Falkeisen versuchte in den folgenden Jahren mehrmals vergeblich, für seine schon geleisteten Ausgaben von Mangoldt Entschädigungszahlungen zu erstreiten. Im Sommer 1669 erfuhr Falkeisen von Karl IV. Unterstützung, indem er seinen Oberst Jormann mit einer Bittschrift an den Basler Rat sandte. Diese sollten die vorangegangenen Urteile betreffend Falkeisen und Mangoldt nochmals einer Revision unterziehen. Doch auch dieser Versuch scheiterte.
Schliesslich ernannte der Graf Colbert, der französische Resident in Ensisheim, Falkeisen zum Offizier der Reiterei und offerierte ihm eine Freikompagnie, um die Herrenzüge und alles, was man von Baslern auf französischem Boden antreffe, unter dem Vorwand der Pest aufzufangen oder niederzuschiessen. Unter den Offizieren, mit denen Falkeisen Umgang pflegte, befand sich auch der Basler Oberstleutnant Samuel Henzgi (1630–1679), genannt La Roche. Dieser liess Falkeisen im Glauben, dass er sich für ihn in Basel eingesetzt habe und er gefahrlos nach Basel zurückkehren könne, was er am 3. Oktober 1671 auch tat und in Gefangenschaft gesetzt wurde.
Der Herzog Mazarin, der französische Kommandant im Elsass, sendete durch einen Expressreiter ein Schreiben an den Basler Bürgermeister, Falkeisen dem König von Frankreich auszuliefern, was jedoch abgelehnt wurde.

## Der Hochverratsprozess 1671
Falkeisen wurde Bruch der Urfehde, Antastung der Exemtion und Verleumdung und Umtriebe bei fremden Höfen angelastet. Da Falkeisen nicht einsichtig war und wiederholt darauf bestand, dass er das Opfer seiner Widersacher sei, wurde er in den Spalenturm gebracht. Dort wurde er gefoltert, was zur Folge hatte, dass er gestand, was man von ihm hören wollte. Auf Grund dieser in sechs mehrstündigen Verhören zusammengetragenen Geständnisse erhielten die Juristen den Auftrag, ihr behördliches Bedenken einzugeben, das am 29. November im Rat zur Verlesung kam.
Nachdem die Rechtsgelehrten und die geistliche Obrigkeit die Todesstrafe für Falkeisen verlangt sowie ein schriftliches Gnadengesuch der nächsten Anverwandten wie auch die Fürbitte von Falkeisens Frau keine Wirkung gezeigt hatten, gab es für Falkeisen keine Rettung mehr. Das Urteil, Tod durch das Schwert, wurde vom Rat am 6. Dezember gefällt und am nächsten Tag morgens um fünf Uhr vom Scharfrichter Meister Jakob in aller Stille vollzogen. Falkeisens Leichnam wurde bei St. Elisabethen begraben. Auch zur Abschreckung seiner Befürworter wurden seine Schriften öffentlich auf dem Marktplatz verbrannt.
Der Jurist, Politiker und Anführer der Bürgerrechtsbewegung Jacob Henricpetri (1644–1695) feierte in seinem Traktat «Basel-Babel» Falkeisens Andenken als das eines baslerischen Erzmärtyrers. Daraufhin wurde Henricpetri von der Basler Obrigkeit für vogelfrei erklärt, sein Bild am Galgen aufgehängt und sein Traktat öffentlich verbrannt.